# Informationsmonopol
Informationsmonopol bezeichnet im Allgemeinen einen alleinigen Anspruch (siehe "Monopol") oder auch eine alleinige Macht über Informationen und deren Bereitstellungen.
So werden zum Beispiel wissenschaftlichen Bibliotheken vor der Zeit der Internetrecherchemöglichkeiten ein Informationsmonopol zugeschrieben. Aber auch Schulen wurden vor dem Internet als Informationsmonopol bezeichnet.

## Politisch
Im politischen Kontext bedeutet der Begriff "Informationsmonopol" die monopolistische Steuerung des Zuganges zu Informationen, die für die freie Meinungsbildung notwendig sind.

Anzeichen für ein Informationsmonopol sind die Konzentration der Besitzverhältnisse wichtiger Massenmedien bei einem einzigen Eigentümer (beziehungsweise in Händen mehrerer, was aber Informationsoligopol heißen müsste), die Unterdrückung von Informationsweitergabe durch Zensur oder durch die Beschneidung der technischen Infrastruktur, die zur freien Informationsverbreitung notwendig ist. 
Letzteres versuchen z. B. die Volksrepublik China mit ihrem Eingriff in das Internet oder aktuell Nordkorea mit dem Verbot von Mobiltelefonen. Auch das DDR-Mediensystem wird als „staatliches Informationsmonopol“ bezeichnet.

Informationsmonopole stellen eine Bedrohung für die Pressefreiheit und die Demokratie dar und wurden deshalb mit dem neuen Beschluss über die Pressefreiheit 1990 verboten. Gleichwohl ist die Kontrolle der Weitergabe persönlicher Daten durch das Recht auf informationelle Selbstbestimmung gesichert und der Schutz der Privatsphäre stellt kein Informationsmonopol dar.
Der Komplex des "Informationsmonopol" ist vermehrt in Verschwörungstheorien aufzufinden, welche teilweise der Überzeugung sind, man lebe in Deutschland in einer "Meinungsdiktatur" und die öffentlich Rechtlichen, wären als "Lügenpresse" eine Institution eines vermeintlichen Informationsmonopols in Deutschland.
Aber auch unabhängig von Verschwörungstheorien, wird die Forderung nach „unabhängigen staatlichen Institutionen, die Wissen vermitteln“ ausgedrückt, wie zum Beispiel bezüglich des 'Informationsmonopol der Agrarunternehmen', wie es Cem Özdemir 2023 äußerte.